# لاینت لیم
لاینت لیم (به انگلیسی: Lynette Lim) (زادهٔ ۲۵ آوریل ۱۹۹۲) شناگر اهل سنگاپور است.